# 福沢孝秋
福沢 孝秋（ふくざわ たかあき、1952年8月30日 - ）は、長野県出身のプロゴルファーである。

## 経歴・人物
諏訪湖カントリークラブ所属。血液型はO型。塚原学園天龍高等学校（現・長野県松川高等学校）出身。22歳で社会人野球からゴルフに転向し、27歳でプロテストに合格。美津野プロ新人でプロデビューした。プロ15年目の1995年、40歳を過ぎて初のシード入りを果たし3年連続シード選手として活躍した。
2002年からシニアツアーに参戦、シニアデビュー3戦目の日本シニアオープンでは欧米のシニアツアーで活躍中の青木功、海老原清治と優勝を争った末、シニア初優勝を飾った。
シニア3年目の2004年、日本プロシニアでは4日間単独トップを守り通算18アンダー、270で完全優勝し、メジャー2勝目を飾った。

## 優勝歴

### レギュラー
- 1990年 - 第4回後楽園カップ（後援競技）
- 1993年 - 関東オープン（後援競技）

### シニア
- 2002年 - 日本シニアオープン
- 2003年 - HTBシニアクラシック（後援競技）
- 2004年 - 日本プロシニア

その他
- 1999年 - 長野オープン
- 2010年 - 長野オープン

＊ 太字は公式戦（メジャー）